# René Guillaume
Pour les articles homonymes, voir Guillaume.
René Antoine Jacques Guillaume né le 22 août 1885 à Rennes et mort le 10 octobre 1945 à Josselin est un architecte français.

## Biographie
René Guillaume est le fils d'Eugène Guillaume et le frère de Charles Guillaume, architectes. Il entre l’École des beaux-arts de Paris en 1906, où il est élève d'Edmond Paulin (1848-1915). En 1921, il est nommé architecte ordinaire du Morbihan.
Il est l’auteur de nombreux bâtiments dont :
- le siège de L'Ouest-Éclair, 1909, avec son père et son frère[1],[2],[3] ;
- le Monument aux morts de l’église Saint-Pierre de Baden, 1921[4] ;
- le Monument aux morts de la Grande Guerre à Mernel, 1924[5], avec le sculpteur Jean Galle (1884-1963) ;
- le Monument aux morts de la Grande Guerre à Melrand, 1924[6], avec le sculpteur Jean Galle ;
- l’école Brizeux à Quimperlé, 1934, avec Edmond Germain[7] ;
- plusieurs églises[8] (dont celle de Riantec[9] et celle de Sainte Jeanne d'Arc à Lorient en 1927), etc.